# Alcippe morrisonia
Alcippe morrisonia е вид птица от семейство Pellorneidae. Видът е незастрашен от изчезване.

## Разпространение
Разпространен е в Китай, Лаос, Мианмар, Тайван, Тайланд и Виетнам.